# Kunratice, Děčín
Kunratice là một làng thuộc huyện Děčín, vùng Ústecký, Cộng hòa Séc.